# Priestersee (Schaalsee)
Der Priestersee ist ein See westlich des Schaalsees, nördlich der zur Gemeinde Seedorf gehörenden Ortschaft Zuckerhut im Kreis Herzogtum Lauenburg im deutschen Bundesland Schleswig-Holstein. Er ist etwa 15 ha groß und bis zu 10,1 m tief. Im Osten ist er mit dem Großzecher Küchensee und dadurch mit dem westlichen Teil des Schaalsees verbunden. Der See gehört zum Naturschutzgebiet Schaalsee mit Niendorfer Binnensee, Priestersee und Großzecher Küchensee, Phulsee, Seedorfer Küchensee und Umgebung.